# Vila Chã (Vale de Cambra)
Vila Chã is een plaats (freguesia) in de Portugese gemeente Vale de Cambra en telt 4133 inwoners (2001).